# Озона
Озона (англ. Ozona) — невключённая община и статистически обособленная местность в США, расположенная в западной части штата Техас, административный центр округа Крокетт. По данным переписи за 2010 год число жителей составляло 3225 человек, по оценке Бюро переписи США в 2016 году в городе проживало 3217 человек.

## История

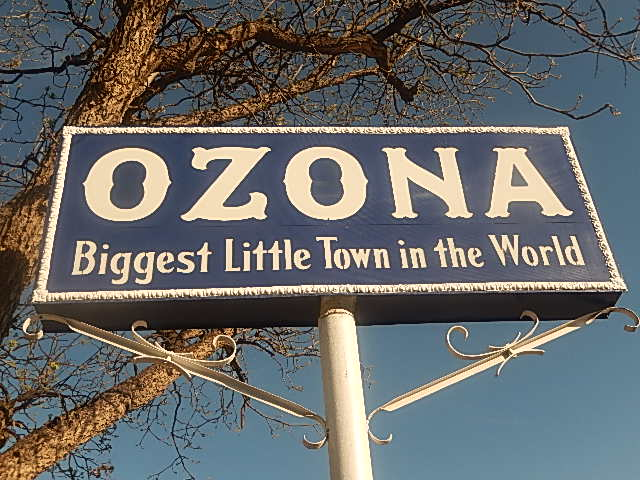
Приветственный знак на въезде в Озону

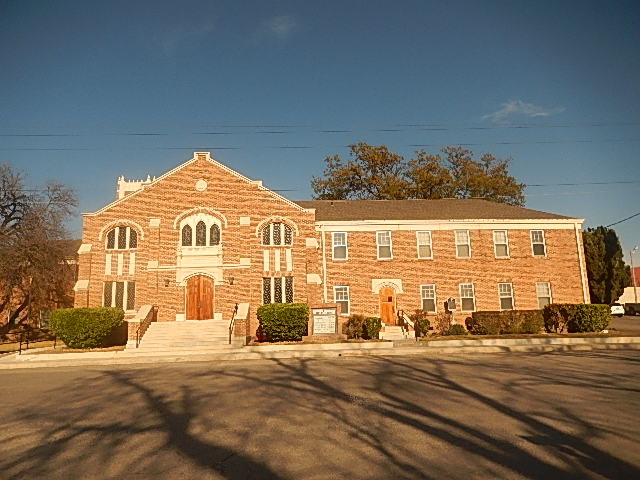
Первая баптистская церковь на городской площади

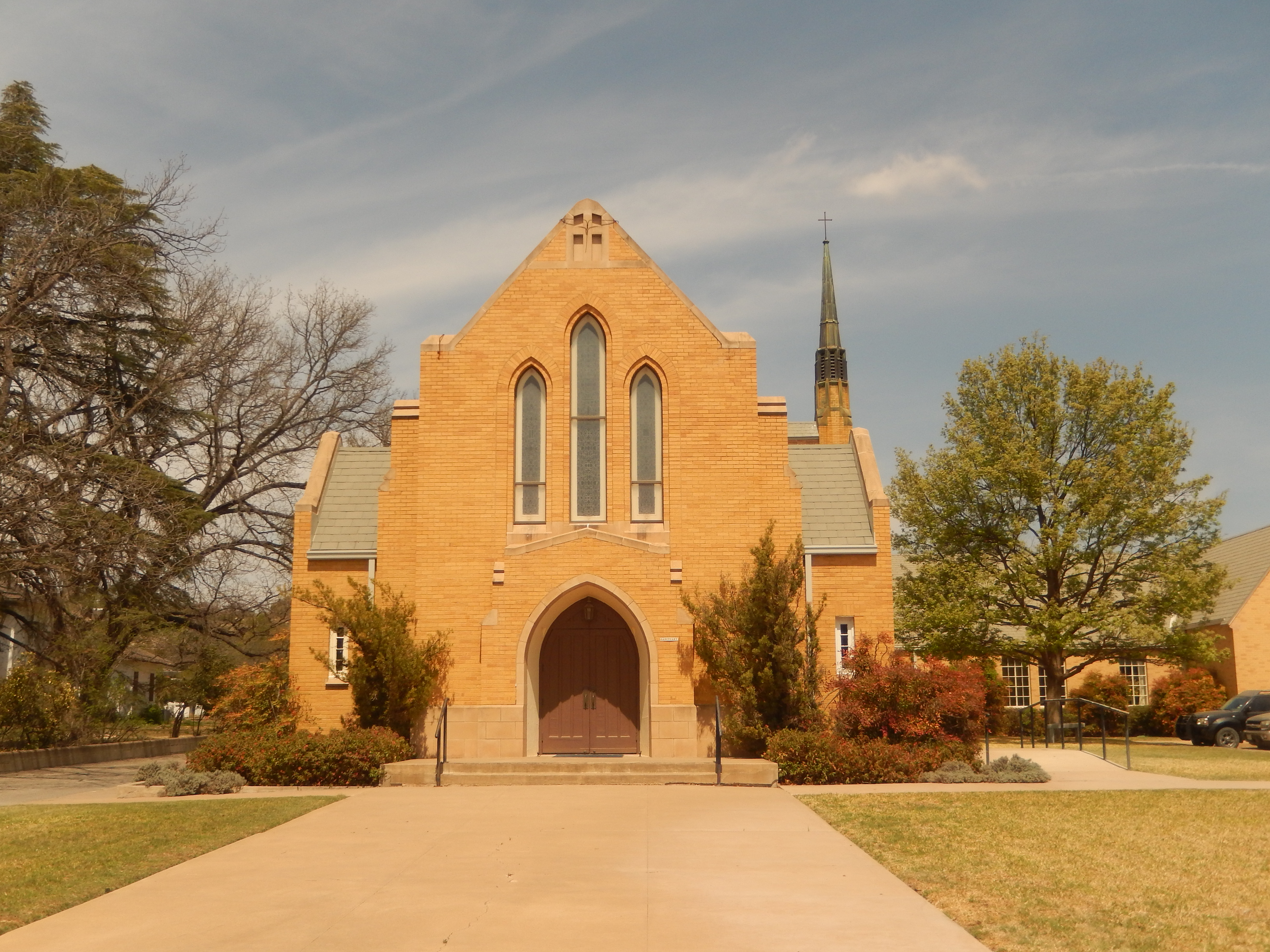
Первая методистская церковь Озоны

Поселение было основано в 1891 году и изначально называлось Пауэлл-Уэлл, в честь предпринимателя, вырывшего колодец, построившего мельницу, и пожертвовавшего землю для школы, церквей, парков, зданий суда и тюрьмы. 7 июля 1891 года поселение было выбрано административным центром, опередив в голосовании близлежащий Эмералд. Город переименовали в Озону из-за количества озона в воздухе. В 1892 году в городе работали салун, кузница, два ресторана, школа. В том же году начался выпуск газеты Ozona Kicker, позже переименованной в Ozona Stockman. В 1897 году из Эмералда в Озону переехала школа. Первые скотоводы в регионе появились в 1880-х годах, позже рядом с городом стали разводить овец Рамбуйе и ангорских коз. Найденные в черте города нефть и природный газ не привели к резкому росту города, в отличие от многих других техасских городов. В 1926 году в городе произошёл крупный пожар, уничтоживший бизнес-квартал. Потоп 1954 года уничтожил почти половину жилых домов, 16 человек погибло. В 1986 году в городе работало 2 банка, окружная библиотека, радиостанция, общественный центр.

## География
Озона находится в восточной части округа, его координаты: 30°42′27″ с. ш. 101°12′22″ з. д..
Согласно данным бюро переписи США, площадь города составляет около 12,1 км2, полностью занятых сушей.

### Климат
Согласно классификации климатов Кёппена, в Озоне преобладает семиаридный климат низких широт (BSh).
| Показатель                    | Янв. | Фев.  | Март  | Апр. | Май  | Июнь | Июль | Авг. | Сен. | Окт. | Нояб. | Дек.  | Год   |
| ----------------------------- | ---- | ----- | ----- | ---- | ---- | ---- | ---- | ---- | ---- | ---- | ----- | ----- | ----- |
| Абсолютный максимум, °C       | 30,6 | 33,9  | 36,1  | 38,9 | 41,7 | 42,2 | 42,2 | 42,8 | 41,7 | 36,7 | 31,7  | 32,2  | 42,8  |
| Средний суточный максимум, °C | 15   | 17,6  | 21,8  | 26,6 | 30,3 | 33   | 34,4 | 34,3 | 30,9 | 25,9 | 19,9  | 15,8  | 25,4  |
| Средняя температура, °C       | 7,2  | 9,3   | 13,7  | 18,4 | 22,9 | 26,2 | 27,4 | 27,1 | 23,7 | 18,3 | 12,1  | 7,8   | 17,8  |
| Средний суточный минимум, °C  | −0,7 | 1,3   | 5,4   | 10,3 | 15,5 | 19,3 | 20,5 | 19,9 | 16,5 | 10,8 | 4,2   | −0,2  | 10,2  |
| Абсолютный минимум, °C        | −20  | −22,2 | −13,3 | −7,2 | 1,7  | 7,2  | 10   | 10,6 | 1,1  | −6,7 | −13,3 | −18,9 | −22,2 |
| Норма осадков, мм             | 20   | 24    | 29    | 39   | 60   | 52   | 36   | 52   | 64   | 58   | 23    | 15    | 472   |
| Источник: weatherbase.com     |      |       |       |      |      |      |      |      |      |      |       |       |       |

## Население
Согласно переписи населения 2010 года в городе проживало 3225 человек, было 1195 домохозяйств и 888 семей. Расовый состав города: 82,1 % — белые, 0,7 % — афроамериканцы, 0,9 % — коренные жители США, 0,3 % — азиаты, 0,1 % — жители Гавайев или Океании, 14 % — другие расы, 1,9 % — две и более расы. Число испаноязычных жителей любых рас составило 68,2 %.
Из 1195 домохозяйств, в 39,3 % живут дети младше 18 лет. 57,8 % домохозяйств представляли собой совместно проживающие супружеские пары (24,2 % с детьми младше 18 лет), в 10,5 % домохозяйств женщины проживали без мужей, в 5,9 % домохозяйств мужчины проживали без жён, 25,7 % домохозяйств не являлись семьями. В 22,8 % домохозяйств проживал только один человек, 9,4 % составляли одинокие пожилые люди (старше 65 лет). Средний размер домохозяйства составлял 2,66 человека. Средний размер семьи — 3,11 человека.
Население города по возрастному диапазону распределилось следующим образом: 30,1 % — жители младше 20 лет, 22,5 % находятся в возрасте от 20 до 39, 33,4 % — от 40 до 64, 14 % — 65 лет и старше. Средний возраст составляет 38,1 года.
Согласно данным опросов пяти лет с 2012 по 2016 годы, медианный доход домохозяйства в Озоне составляет 50 313 долларов США в год, медианный доход семьи — 55 758 долларов. Доход на душу населения в городе составляет 22 329 долларов. Около 15,6 % семей и 21,9 % населения находятся за чертой бедности. В том числе 41,6 % в возрасте до 18 лет и 11,2 % старше 65 лет.

## Инфраструктура и транспорт

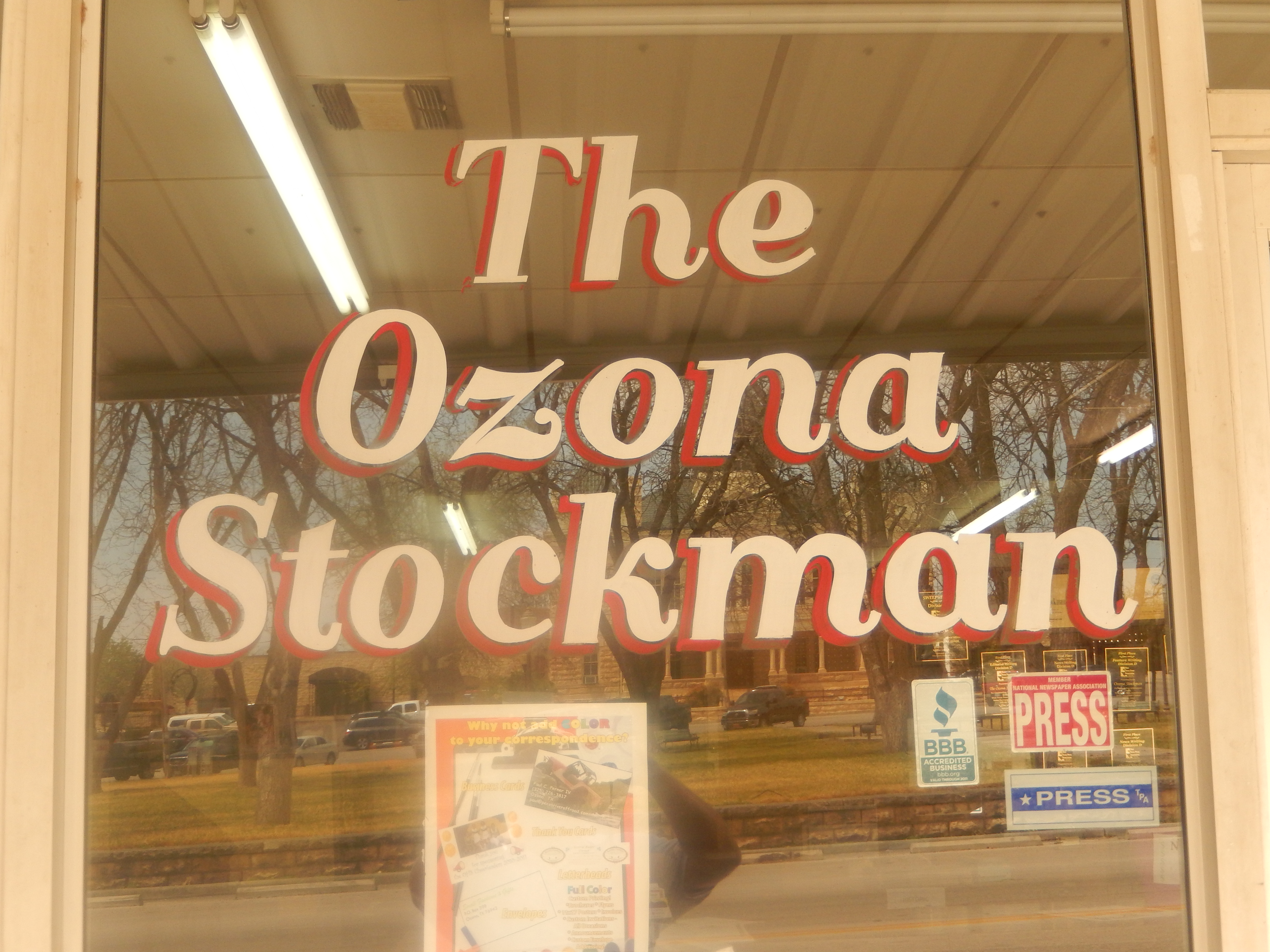
Газета Ozona Stockman

Основными автомагистралями, проходящими через Озону, являются:
- межштатная автомагистраль I-10 идёт с востока от Соноры на запад к Форт-Стоктону.
- автомагистраль 137 штата Техас начинается к северу от Озоны и идёт на северо-запад к Биг-Лейку.
- автомагистраль 163 штата Техас идёт с севера от Стерлинг-Сити на юг до пересечения с автомагистралью 90 США в Комстоке.

В городе располагается муниципальный аэропорт Озоны. Аэропорт располагает одной взлётно-посадочной полосой длиной 1830 метров. Ближайшим аэропортом, выполняющим коммерческие рейсы, является региональный аэропорт в Сан-Анджело. Аэропорт находится примерно в 135 километрах к северо-востоку от Озоны.

## Образование
Город обслуживается консолидированным общим школьным округом округа Крокетт.

## Отдых и развлечения
В Озоне ежегодно проводятся юниорское родео и мероприятия, посвящённые сезону охоты на оленей.
В городе располагается музей округа Крокетт.

## Город в популярной культуре
В эпизоде «Бугимэн» сериала «Мыслить как преступник» отдел поведенческого анализа ФБР приезжает в Озону в рамках расследования убийства мальчика, найденного на окраине города.
Британская группа Goldrush записала альбом Ozona по мотивам времени, проведённого в городе из-за поломки автобуса.
В романе «Кони, кони» американского автора Кормака Маккарти главный герой Джон Грейди Коул оказывается под арестом в Озоне после того, как его обвиняют в краже лошадей. В фильме «Неукротимые сердца» по мотивам романа суд происходит в другом городе.